# Metabelba italica
Metabelba italica är en kvalsterart som först beskrevs av Sellnick 1931.  Metabelba italica ingår i släktet Metabelba och familjen Damaeidae. Inga underarter finns listade i Catalogue of Life.